# Estadio Alfredo Harp Helú

Diagrama del campo del Estadio Alfredo Harp Helú

El Estadio Alfredo Harp Helú es el parque de béisbol que es la casa de los Diablos Rojos del México en la Ciudad de México inaugurado el 23 de marzo de 2019. Con un aforo de 20,062 localidades, se convierte en el único recinto deportivo construido en la ciudad en los últimos 50 años.

## Historia

### Antecedentes
Tras la demolición del extinto Parque del Seguro Social en el año 2000, antiguo estadio de los Diablos Rojos del México, y de los Tigres de Quintana Roo, el equipo escarlata se vio obligado a encontrar refugio en El Foro Sol para albergar sus juegos como local en la Liga Mexicana de Béisbol. Inaugurado como parque de béisbol el 2 de junio de 2000, con el segundo juego de la serie entre Tigres y Diablos; la novena escarlata encontraba momentáneamente un estadio que le serviría como escenario propio hasta el 11 de septiembre del 2014. 
Ya con el anuncio de la construcción de un nuevo estadio de béisbol por Alfredo Harp Helú, en el año 2010, los Diablos Rojos del México tuvieron que dejar el Foro Sol en el 2014 por el regreso de la Fórmula 1 al circuito del Autódromo Hermanos Rodríguez; utilizando como estancia temporal (2014 – 2018) el pequeño Estadio Fray Nano, inmueble con más de 50 años de historia en la Ciudad de México, el cual sería por primera vez sede de un equipo profesional de béisbol de la LMB. 
Con el inicio de la construcción del Estadio Alfredo Harp Helú en noviembre de 2015 dentro de la Ciudad Deportiva Magdalena Mixiuhca, al Oriente de la Ciudad de México, entre la curva 1 y 3 del autódromo; se alzaba el primer estadio en construirse, después de 50 años, en la capital mexicana. 

### La Promesa
El estadio nace de la promesa de Alfredo Harp Helú, hace más de 20 años, centrada en brindarle a la institución y a los aficionados de los Diablos Rojos del México una casa permanente a la altura del equipo más ganador en la historia del béisbol mexicano. Cumpliendo así no solo el sueño de tener un estadio propio para los Diablos, sino también consumiendo una promesa por amor a México y a su pasión por el béisbol. 

### Inauguración
El Estadio Alfredo Harp Helú abrió sus puertas el 23 de marzo de 2019 con un juego de exhibición entre los Diablos Rojos del México y un equipo de prospectos de los  Padres de San Diego con un lleno total. El Presidente de la República Andrés Manuel López Obrador tiró la “primera bola”. Esto no había sucedido desde 1947, cuando lo hizo Miguel Alemán Valdés.
Los lanzadores abridores fueron Arturo López por Diablos y Ryan Weathers por Padres. La primera carrera anotada en el estadio entró a home en la parte baja de la tercera entrada, a nombre de Jesús Fabela, con un fly de sacrificio de Adonis García. Padres de San Diego ganó el juego por pizarra de 11-2.
Del mismo modo, el primer juego oficial de la Liga Mexicana de Béisbol que se celebró en el nuevo estadio, fue el inicial de la serie inaugural entre los Tigres de Quintana Roo y los Diablos (la ex “Guerra Civil”), el 5 de abril; con un marcador de 8 -14 a favor de los Pingos.

## Arquitectura y diseño
La obra, a cargo de los arquitectos Alonso de Garay (ADG Taller) y Francisco González Pulido (FGP Atelier) fue definida como un programa arquitectónico que además del terreno de juego, incluiría un bullpen, dugout, ojo de bateador, bermas, gradas, palcos, zona de prensa, elevadores, terrazas con vista al campo, oficinas, museo, taquillas, salón de usos múltiples y una casa club equipada con los mejores equipos para los jugadores.
El concepto que guío al proyecto se centra en la dualidad entre el México prehispánico, a través de sus bases y pirámides, y el México contemporáneo en su cubierta. Si es cierto que el objetivo era construir un estadio en donde se pudiesen albergar juegos de Grandes Ligas, también se buscó dotar al inmueble de una identidad mexicana que lo distinguiera. “La procesión desde los terrenos a través de la gran explanada de acceso hasta el estadio de béisbol fue pensada como si se tratara de un templo mesoamericano, y busca emular su espíritu” mencionan los arquitectos.

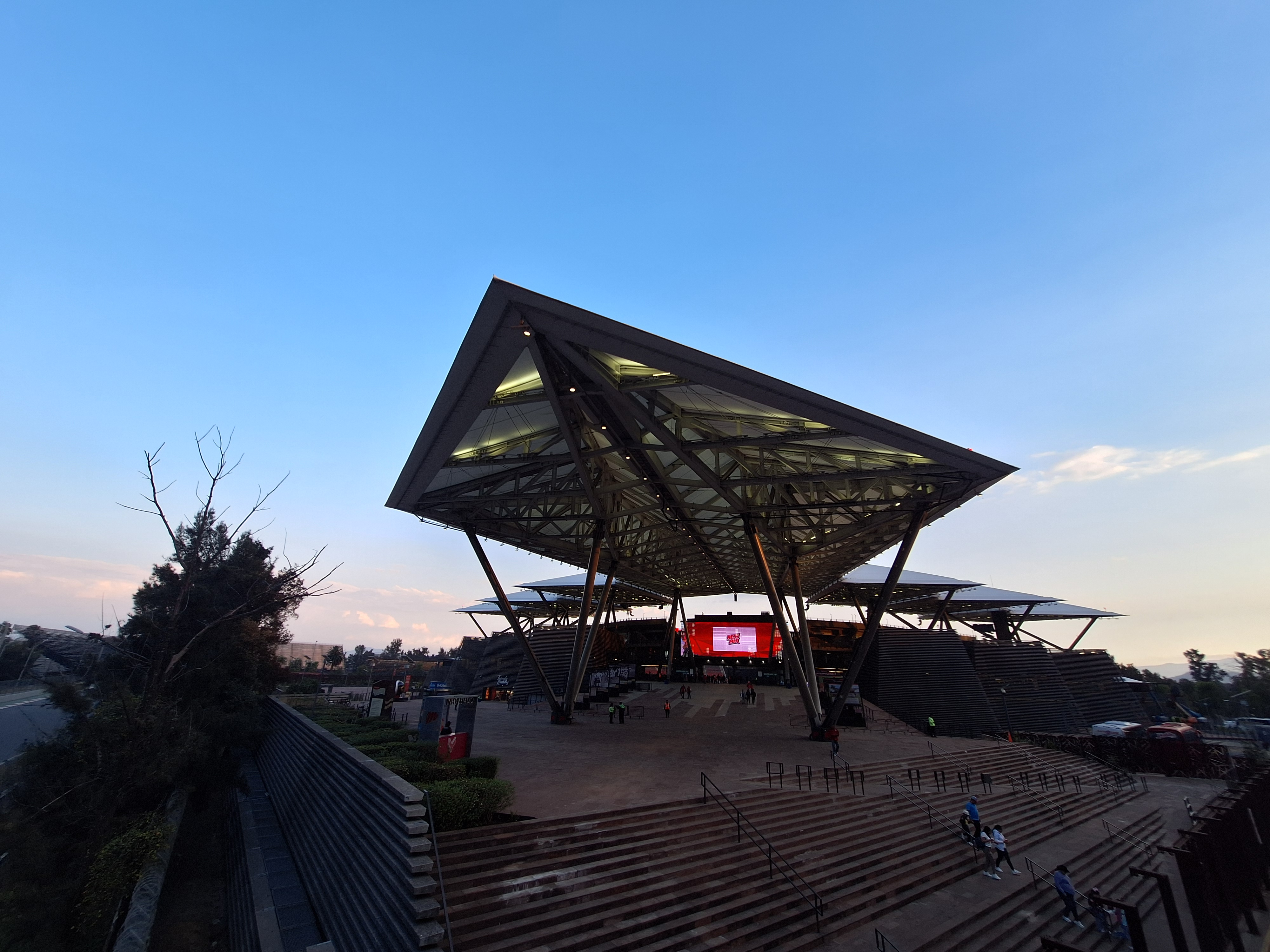
Vista del estadio Alfredo Harp Helú en la CDMX

González Pulido diseñó la icónica cubierta que se asemeja al trinche de un diablo y que se abre al entorno mediante una gran estructura modular de más de 5 mil toneladas de peso, una superficie mayor a 15 000 m² y que se eleva a una altura de 31 metros para recibir y proteger a los visitantes de la lluvia y el sol.
El contraste entre las pesadas pirámides y la ligereza aparente del techo, convergiendo en un mismo espacio abierto al exterior, rompe con el concepto de “contenedor” tradicional de los inmuebles deportivos.

## Espacio de arte

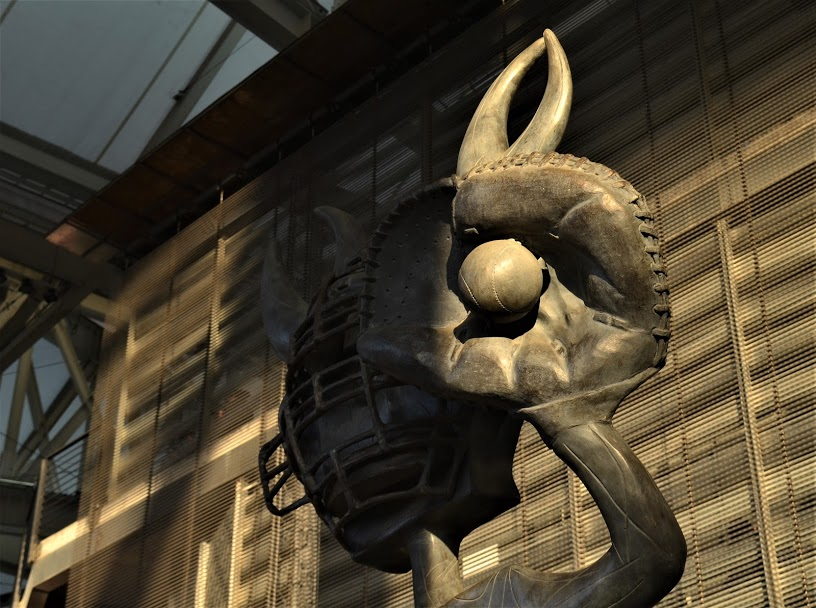
Cátcher de Sergio Hernández. Ubicado en el vestíbulo principal del Estadio Alfredo Harp Helú.

Considerando el Estadio Alfredo Harp Helú como un espacio de expresión de nuestras culturas, y como centro de congregación de multitudes, la expresión colectiva se presenta en murales y piezas artísticas que alberga en su interior.

### Reja perimetral de Francisco Toledo
La reja que circunda el nuevo estadio de los Diablos Rojos es una obra creada por el maestro Francisco Toledo a petición del dueño de los Diablos Rojos del México, Alfredo Harp Helú. Las pelotas que se plasman en largas láminas de acero transmiten la sensación de movimiento de una bola curva, así como la presencia de bates que adornan y golpean el aire en custodia de las inmediaciones del estadio.
La reja, que ahora es un sello artístico invaluable dentro del inmueble, es uno de los últimos trabajos realizados por el artista oaxaqueño.

## Pantallas
El sistema de pantallas gigantes es notorio desde el primer acercamiento al Estadio Alfredo Harp Helú, ya que justo en la entrada principal se presenta una innovadora pantalla traslúcida de enormes dimensiones. El estadio se compone de once pantallas de tecnología LED de Panasonic divididas de la siguiente forma:
- 1 Pantalla traslúcida tipo mesh de 23.8 x 8.84 metros que actúa como una gran persiana, que a su vez da la bienvenida al público que se acerca al estado, al mismo tiempo que deja ver el edificio principal del inmueble.

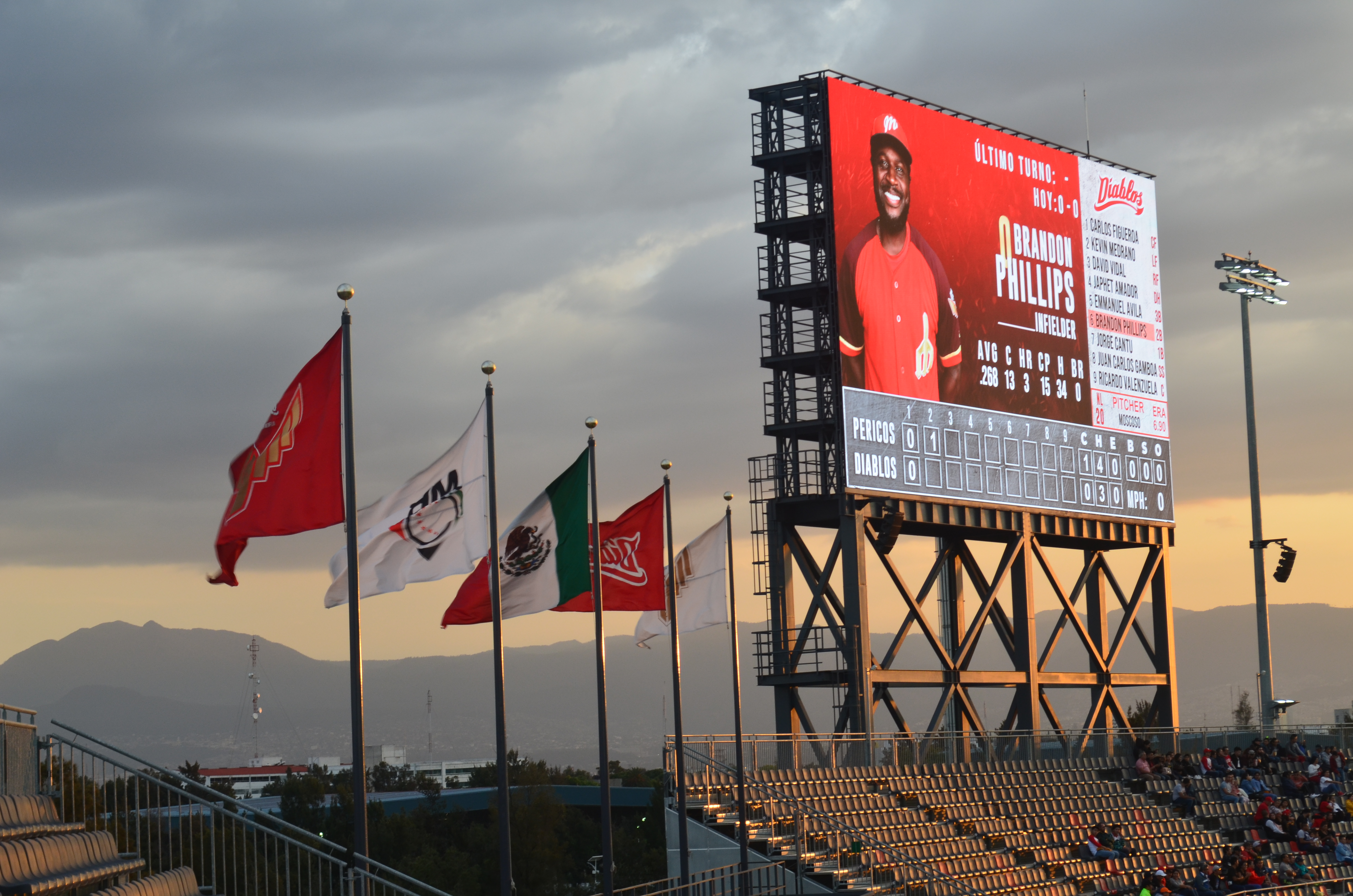
Pantalla gigante en jardines.

- Pantalla gigante en jardines.2 Pantallas gigantes para la parte superior de los jardines, cada una con una dimensión de 21.12 x 11.52 metros; en las que se informa el marcador del juego, estadísticas, perfiles de jugadores y se muestran dinámicas de entretenimiento como la Kiss Cam o vídeos publicitarios. Ningún otro estadio de béisbol en México cuenta con este tipo de pantallas en los jardines.Pantalla de cintillo en el Estadio Alfredo Harp Helú.

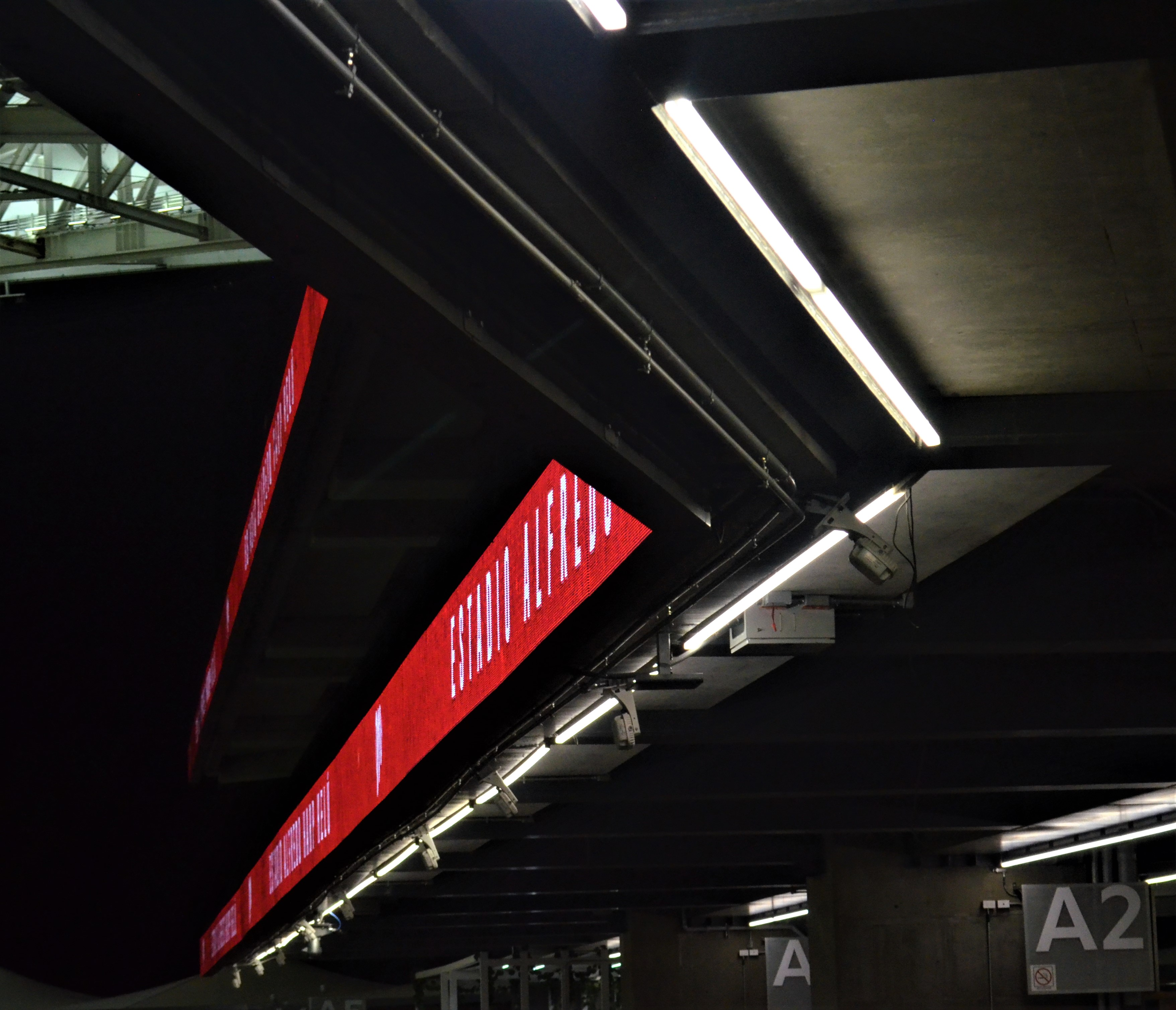
Pantalla de cintillo en el Estadio Alfredo Harp Helú.

- 2 Pantallas para el muro verde de los jardines con dimensiones de 24 x 1.92 metros, que se utilizan como complemento de los contenidos desplegados en las pantallas grandes o como apoyo para las actividades de entretenimiento como la aparición de la mascota o el grupo de animadoras.
- 4 cintillos en la división de los dos niveles de la tribuna, dos de 70.4 x 0.64 metros, en donde se muestran los logotipos de patrocinadores, información básica de los jugadores y contenidos de apoyo para las actividades de entretenimiento.
- 2 Pantallas en el muro verde detrás de home o plato de bateo, con dimensiones de 3.84 x 0.96 metros. En estas se despliegan la imagen de los patrocinadores del equipo y aparecen a cuadro en tomas las transmisiones al momento del lanzamiento del pitcher durante una transmisión televisiva.

## Juego de Estrellas de la LMB 2019
Después de 18 años y 19 Juego de Estrellas celebrados, la edición 87 del Juego de Estrellas de la LMB se celebraron en el Estadio Alfredo Harp Helú. Se tuvieron tres días de actividad, desde el viernes 14 de junio hasta el domingo 16 de junio, con actividades que involucraban: Día de medios, Doble Play Derby, Home Run Derby y el Juego de Celebridades conformado por actores, cantantes, luchadores e Influencers.
Para el cierre de actividades, se realizó el juego entre la Zona Sur y Zona Norte, con cuatro representantes de cada novena en los lineups iniciales.
El juego comenzó con el homenaje a Francisco Campos “Pancho Ponches”, histórico pitcher de los Piratas de Campeche, que, en su rol de abridor, lanzó dos outs para bajarse de la loma, ovacionado por la gradería, y ser sustituido por Ruddy Acosta.
Con gran desempeño de los peloteros de Sultanes, la Zona Norte se quedó con la edición 87 del Juego de las Estrellas de la Liga Mexicana con una pizarra de 11-6 ante la Zona Sur. El pitcher ganador fue Edar González, de Sultanes de Monterrey. El único cuadrangular de la noche fue de Junior Lake, jardinero de los Toros de Tijuana. Y el galardón al “Jugador Más Valioso” fue para Ramiro Peña, de Monterrey.

## MLB México Series 2023
Los Padres de San Diego y los Gigantes de San Francisco jugaron la primera serie regular en Ciudad de México el 29 y 30 de abril en el Estadio Alfredo Harp Helú.
Con ésta, la MLB ha llevado a cabo seis series de temporada regular en México, cinco en Monterrey y una en la Ciudad de México. Los Padres participaron en cuatro (1996, 1999, 2018 y 2023), además de otros juegos de exhibición en México. Ésta fue la primera serie internacional para los Gigantes.